# Chapelle Saint-Bernardin d'Abriès-Ristolas
La chapelle Saint-Bernadin est une chapelle du diocèse de Gap et d'Embrun située à Abriès-Ristolas, dans les Hautes-Alpes.

## Histoire et architecture
La chapelle aurait été bénie en 1774.
Petit édifice carré voûté d'une travée d'arêtes dont la toiture de lauzes disposées en écaille déborde largement au dessus de la façade principal.